# Jakominiplatz

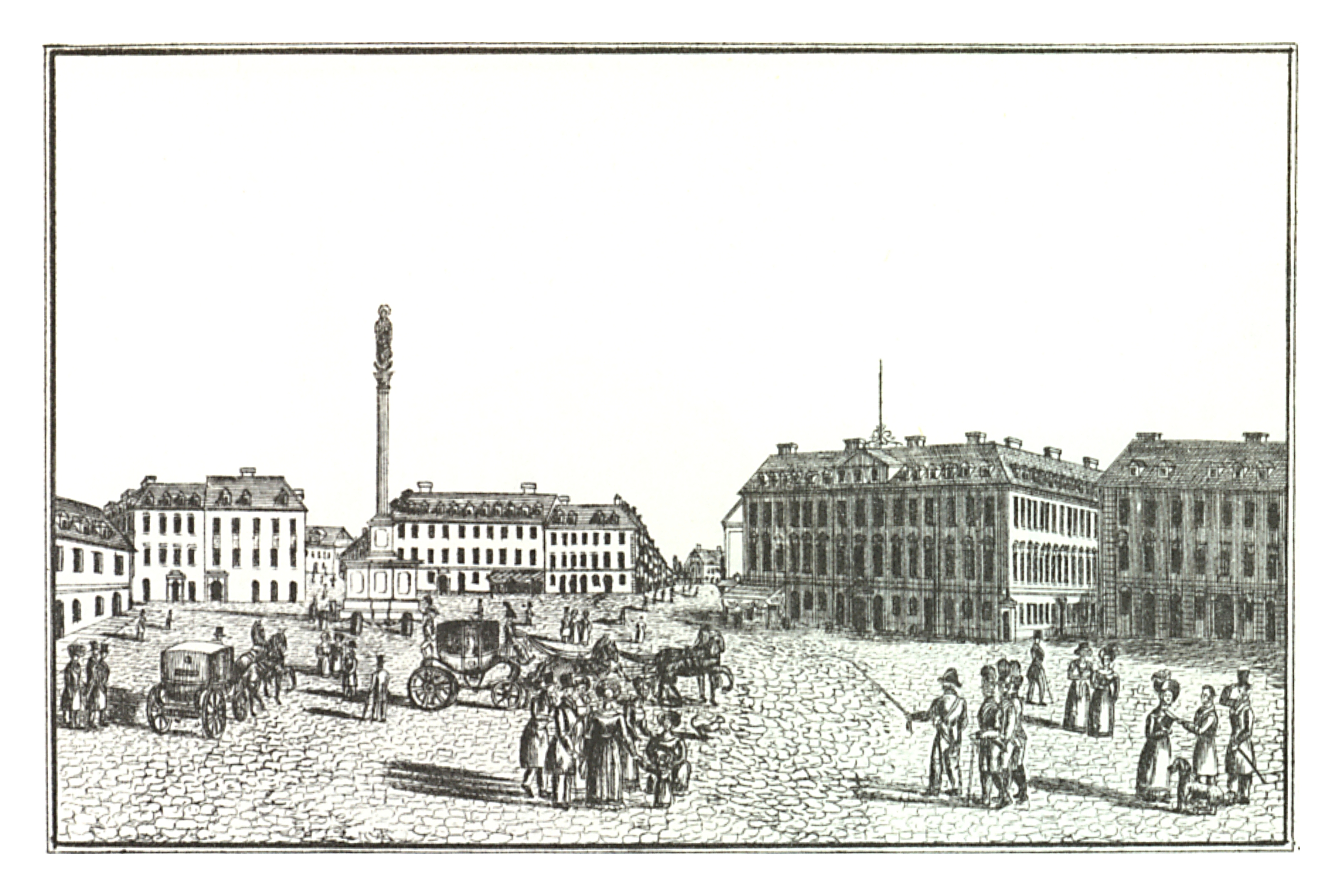
Jakominiplatz um 1830,
Lith. Anstalt J.F. Kaiser, Graz

Der Jakominiplatz (umgangssprachlich oft kurz „Jako“ genannt) ist einer der größten Plätze in der steirischen Landeshauptstadt Graz. Er liegt im Süden des ersten Stadtbezirks Innere Stadt. Der Jakominiplatz und der Europaplatz beim Hauptbahnhof im Westen von Graz sind die beiden zentralen Verkehrsknotenpunkte der Graz Linien, bzw. der Stadt Graz. Alle Straßenbahnlinien sowie zehn Buslinien haben hier ihren Halte- und Umsteigepunkte. Hinzu kommen noch zahlreiche Regionalbuslinien und die Nachtbuslinien (Grazer Nightline).

## Namensgeber
Benannt wurde der Platz nach Kaspar Andreas Ritter von Jacomini-Holzapfel-Waasen (1726–1805), welcher 20 Jahre als Postmeister von Cilli in der Untersteiermark (heute Celje in Slowenien) tätig und Besitzer großer Grundstücke vor der südlichen Grazer Bastei war. Darauf entstand der Jakominiplatz und der südlich anschließende heutige Stadtbezirk Jakomini.

## Geschichte
Das Areal des Platzes gehörte bis zur Mitte des 19. Jahrhunderts zu den Glacisflächen südlich vor dem Eisernen Tor bzw. vor der zugehörigen Bastion der barocken Verteidigungsanlagen der Stadt, wo die nord-südlich verlaufende Hauptachse durch Graz, markiert durch die Herrengasse, die Stadt verließ. 

Die Grazer Pferdebahn um 1898

Jakominiplatz um 1911

Im Jahre 1878 wurde vom Hauptbahnhof, der damals noch Südbahnhof hieß, zum Jakominiplatz (im Volksmund auch kurz Jako oder Jackie) die erste Pferdebahn von Graz geführt. Nachdem 1880 die Linien zur Fröhlichgasse und 1895 zum Schillerplatz eröffnet wurden, entwickelte sich der Platz zum wichtigsten Knotenpunkt im städtischen Nahverkehr.
1964 wurde ein städtebaulicher Wettbewerb für den Jakominiplatz veranstaltet, welcher Lösungen für die Umsetzung eines Generalverkehrsplanes, welcher nach 1945 in Graz ausgearbeitet worden war, liefern sollte. Zahlreiche ausgezeichnete Hochhaus-Vorschläge und die Unterflurlegung der Straßenbahn waren zur Neugestaltung des Platzes geplant.
In der Zeit 1995 bis 1996 wurde der Platz vollständig neu- und umgestaltet und erhielt seine heutige Ansicht und Nutzung als Fußgängerzone, welchen großteils nur öffentliche Verkehrsmittel befahren dürfen.
Seit September 2005 wird der Jakominiplatz aus Sicherheitsgründen durch die Österreichische Polizei per Video überwacht.

## Lage und Verkehrsnetz

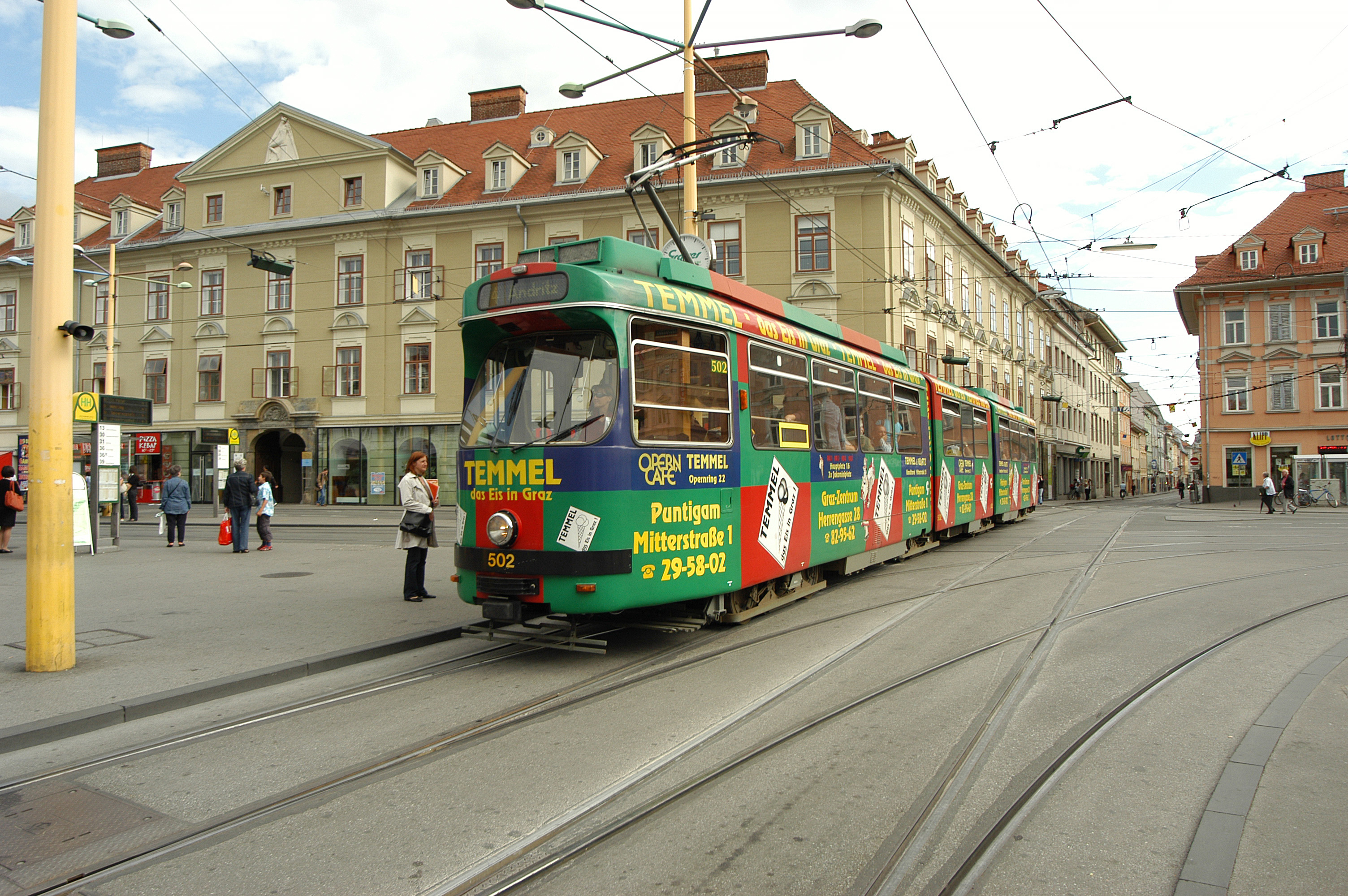
Straßenbahn fährt, vom Süden aus der Jakoministraße kommend, am Jakominiplatz ein

Der Jakominiplatz ist durch die Herrengasse mit dem Grazer Hauptplatz verbunden. Von dem Platz gehen die Straßen Joanneumring und die Radetzkystraße nach Westen, der Opernring und die Gleisdorfergasse nach Osten, die Reitschulgasse zum Dietrichsteinplatz nach Südosten und die Klosterwiesgasse, Jakoministraße und Schönaugasse nach Süden aus.
Nach dem Grazer Hauptbahnhof ist der Jakominiplatz der zweitgrößte Platz in Graz mit Umsteigemöglichkeiten. Insbesondere verkehren alle Straßenbahnlinien über den Platz. Die Linien sind:
- die Straßenbahnlinien 1, 3, 4, 5, 6 und 7 sowie am Abend und Wochenende die Linie 23 (Jakominiplatz zur Krenngasse)
- die Buslinien 30, 31, 31E, 32, 33, 34, 34E, 35, 39, 40, 60 und 67E
- viele Regionalbuslinien
- die Nachtbuslinien N1 bis N8

Der Jakominiplatz ist von Geschäften, Banken und Gastronomie umgeben. Hier befindet sich auch unter anderem eine Filiale des Dorotheum, ein Hotel der Kette Motel One und der Steirerhof. Auf der nördlichen Platzfläche sind Marktstände angesiedelt.